# Juan Francisco Gatell
Juan Francisco Gatell (La Plata, 28 novembre 1978) è un tenore argentino.

## Biografia
Dal 2005 a oggi ha cantato in vari teatri italiani e internazionali tra cui il Teatro del Maggio Musicale Fiorentino (Boris Godunov ruolo dell'Innocente), La Fenice di Venezia (Tamino di Zauberflöte), il Grand Theatre di Ginevra (Conte d'Almaviva de Il barbiere di Siviglia personaggio che ha interpretato anche all'Opéra Royal de Wallonie a Liegi, alla Washington National Opera e alla Wiener Staatsoper). Ha debuttato anche all'Opéra Garnier di Parigi (Capriccio), al Teatro Real di Madrid (Il burbero di buon cuore), al Festival d'Opera di A Coruña (Così fan tutte), al Teatro Comunale di Bologna (Nemorino, L'elisir d'amore), al Festival Pergolesi-Spontini di Jesi (Polidoro, Flaminio). Alcune delle sue partecipazioni più significative sono al Festival di Salisburgo, dove interpreta Tybalt in Roméo et Juliette (Gounod, nel 2008) e alla Scala di Milano come Belfiore in Il viaggio a Reims (nel 2009).
Ha debuttato il ruolo di Don Ottavio in Don Giovanni al Teatro dell'Opera di Roma nel 2006. Ha poi cantato il personaggio mozartiano anche al Teatro Lirico di Trieste, al Teatro alla Scala di Milano e nel 2011 al Teatro Comunale di Bologna.
Nel 2006 ha vinto il riconoscimento dell'Associazione Lirica Concertistica Italiana (ASLICO).
Ha collaborato in varie occasioni con il Maestro Riccardo Muti che lo ha diretto in Don Pasquale a Ravenna, nel Musikverein viennese e nel Théâtre des Champs-Elysées di Parigi, oltre ad aver accompagnato il suo debutto nel ruolo protagonista de Il ritorno di Don Calandrino di Cimarosa, nel Salzburger Pfingstfestspiele. Sempre a Salisburgo ma nel Festival estivo ha cantato il ruolo di Eliézer (Moïse et Pharaon), presentato poi all'Opera di Roma nel 2010. Recentemente Muti lo ha diretto nel suo debutto come Cassio di Otello in versione di concerto con la Chicago Symphony Orchestra in varie date tra Chicago e New York (aprile 2011).
Nell'estate 2011 ha debuttato a Macerata, Sferisterio Opera Festival, con Così fan tutte e al Rossini Opera Festival a Pesaro.
Nella stagione 2011/2012 ha cantato in Don Pasquale al Teatro Municipal de Santiago de Chile, in I Capuleti e i Montecchi all'Opéra de Lyon e al Théâtre des Champs-Élysées, Pulcinella con la Netherland Radio Chamber Philharmonic, in Il barbiere di Siviglia alla Staatsoper di Amburgo e alla Wiener Staatsoper e ha debuttato in Alcina (ruolo di Oronte) all'Opéra de Lausanne.
Per quanto riguarda il repertorio sinfonico Juan Francisco Gatell ha partecipato al Festival del Maggio Musicale Fiorentino e al Festival di Ravenna interpretando i Vesperae solennes de confessore di Mozart. Nel Teatro San Carlo di Napoli ha interpretato L'enfant prodigue (2008) e a Firenze e Salisburgo la Missa Defunctorum di Paisiello (2009). Fanno parte del suo repertorio anche Davidde Penitente (Mozart), la Messa di Puccini, il Requiem de Mozart, Pulcinella di Stravinsky e il Magnificat di Bach.

## Repertorio
| Ruolo               | Titolo                       | Autore           |
| ------------------- | ---------------------------- | ---------------- |
| Tebaldo             | I Capuleti e i Montecchi     | Bellini          |
| Elvino              | La sonnambula                | Bellini          |
| Don Calandrino      | Il ritorno di Don Calandrino | Cimarosa         |
| Paolino             | Il matrimonio segreto        | Cimarosa         |
| Pietro Flimann      | Il borgomastro di Saardam    | Donizetti        |
| Nemorino            | L'elisir d'amore             | Donizetti        |
| Arturo Bucklaw      | Lucia di Lammermoor          | Donizetti        |
| Ernesto             | Don Pasquale                 | Donizetti        |
| Orphée              | Orphée et Eurydice           | Gluck            |
| Admeto              | Alceste                      | Gluck            |
| Pylade              | Iphigénie en Tauride         | Gluck            |
| Horace              | La Colombe                   | Gounod           |
| Tybalt              | Roméo et Juliette            | Gounod           |
| Acis                | Acis and Galatea             | Händel           |
| Oronte              | Alcina                       | Händel           |
| Orfeo               | La morte d'Orfeo             | Landi            |
| Peppe/Arlecchino    | Pagliacci                    | Leoncavallo      |
| Valerio             | Il burbero di buon cuore     | Martín y Soler   |
| Giasone             | Medea in Corinto             | Mayr             |
| Liberto Lucano      | L'incoronazione di Poppea    | Monteverdi       |
| Mitridate           | Mitridate, re di Ponto       | Mozart           |
| Alessandro          | Il re pastore                | Mozart           |
| Gomatz              | Zaide                        | Mozart           |
| Idamante Un troiano | Idomeneo Re di Creta         | Mozart           |
| Don Ottavio         | Don Giovanni                 | Mozart           |
| Ferrando            | Così fan tutte               | Mozart           |
| Tamino              | Die Zaüberflote              | Mozart           |
| L'Innocente         | Boris Godunov                | Musorgskij       |
| Polidoro            | Il Flaminio                  | Pergolesi        |
| Il marchese         | Il giocatore                 | Prokof'ev        |
| Prunier             | La rondine                   | Puccini          |
| Rinuccio            | Gianni Schicchi              | Puccini          |
| Demetrio/Eumene     | Demetrio e Polibio           | Rossini          |
| Dorvil              | La scala di seta             | Rossini          |
| Aureliano           | Aureliano in Palmira         | Rossini          |
| Conte d'Almaviva    | Il barbiere di Siviglia      | Rossini          |
| Iago                | Otello                       | Rossini          |
| Don Ramiro          | La Cenerentola               | Rossini          |
| Rodrigo di Dhu      | La donna del lago            | Rossini          |
| Paolo Erisso        | Maometto secondo             | Rossini          |
| Idreno              | Semiramide                   | Rossini          |
| Cavaliere Belfiore  | Il viaggio a Reims           | Rossini          |
| Eliézer             | Moïse et Pharaon             | Rossini          |
| Cantante italiano   | Capriccio                    | Strauss, Richard |
| Tom Rakewell        | The Rake's Progress          | Stravinskij      |
| Cassio              | Otello                       | Verdi            |
| Fenton              | Falstaff                     | Verdi            |

## Discografia
- Don Pasquale di Donizetti, DVD. Arthaus Musik
- Il burbero di buon cuore, di Martín y Soler. Dynamic
- Roméo et Juliette, di Gounod. Deutsche Grammophone

## Fonti
- Official Website Juan Francisco Gatell, su juanfranciscogatell.com.
- Intervista in GBOpera, su gbopera.it. URL consultato il 4 maggio 2011 (archiviato dall'url originale il 20 marzo 2011).
- Biografia in Concerto d'Autunno, su concertodautunno.it.
- Scheda in Raffaella Coletti, su raffaellacolettiam.com (archiviato dall'url originale il 4 marzo 2011).
- Intervista in L'Uomo Vogue Italia, su vogue.it. URL consultato il 16 settembre 2011 (archiviato dall'url originale il 1º aprile 2012).